# Circuito callejero de Fair Park
El circuito callejero de Fair Park fue un circuito ubicado en el Fair Park en Dallas. Allí se disputó, entre otros eventos, el Gran Premio de los Estados Unidos de 1984.

## Historia
En julio de 1984 , Fair Park se convirtió en un circuito de Fórmula 1 para acoger el Gran Premio de Estados Unidos, aunque algunos lo han llamado Gran Premio de Dallas. El evento fue concebido como una manera de demostrar que "el condado de Dallas como ciudad de clase mundial" y venció a los rumores a sobre las altas temperaturas en la superficie de la pista que llegaban a los 38 °C  (100 °F), y que afectarían enormemente las gomas de los neumáticos, y que causarían su cancelación. El interesante, estrecho y revirado curso fue establecido con la ayuda de Chris Pook, organizador del Gran Premio del oeste de los Estados Unidos, que se realizaba anteriormente en Long Beach, California, y este trazado contaba con dos curvas muy cerradas.
El evento contó con la presencia del expresidente de Estados Unidos Jimmy Carter y el famoso actor Larry Hagman ('JR' de la serie de televisión Dallas) ondeando la bandera verde para iniciar la carrera de vuelta al desfile.

## Ganadores

### Fórmula 1
| Año     | Piloto       | Constructor    | Fecha      | Resultados |
| ------- | ------------ | -------------- | ---------- | ---------- |
| 1984    | Keke Rosberg | Williams-Honda | 8 de julio | Resultados |
| Fuente: |              |                |            |            |